# Clientis

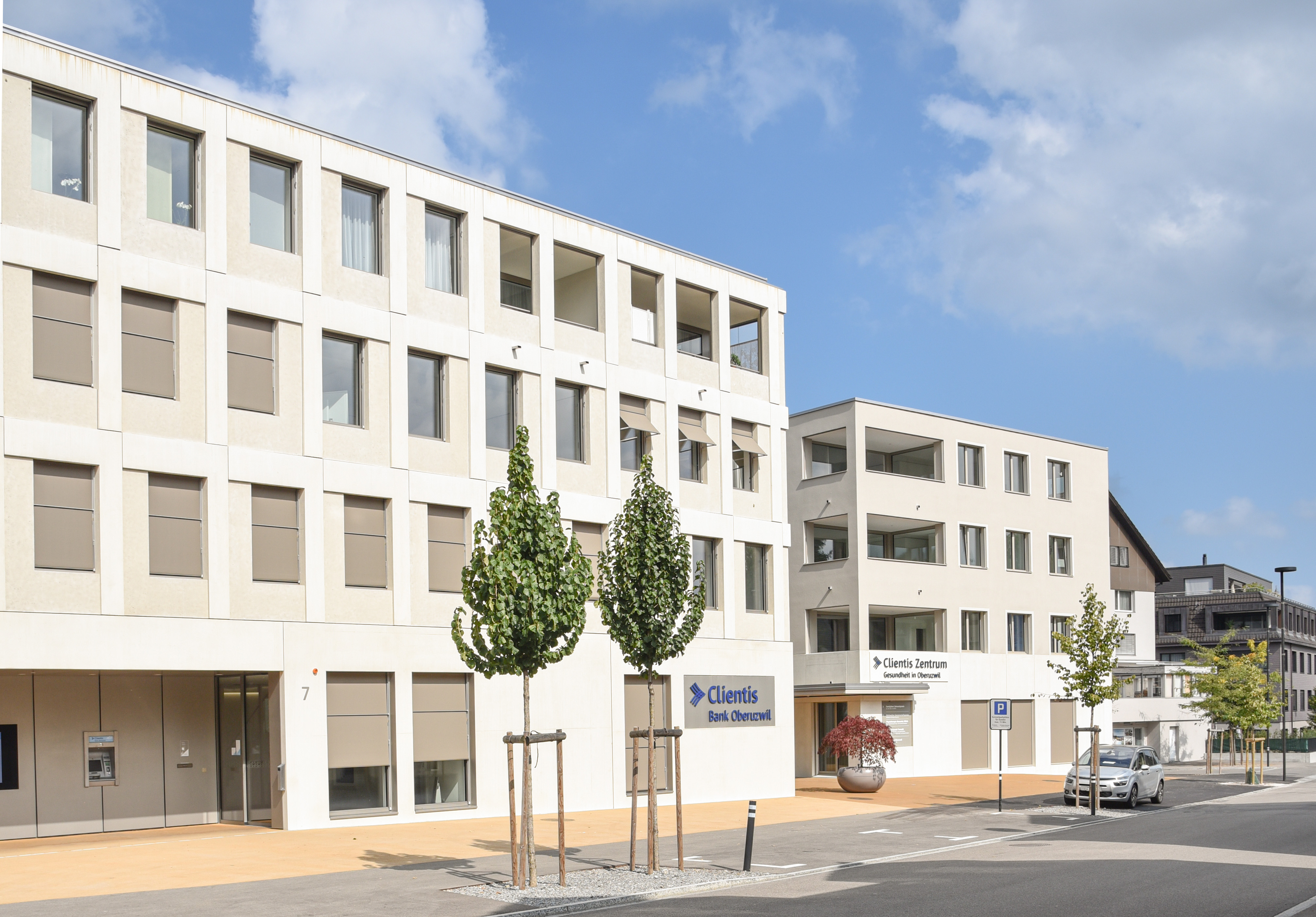
Clientis Bank in Oberuzwil (2024)

Die Clientis AG vereint eine Gruppe von 14 selbständigen Schweizer Regionalbanken mit gemeinsamer Dachmarke. Kerngeschäfte sind Hypothekarfinanzierungen, die grösstenteils durch Spareinlagen finanziert werden, sowie Zahlen, Anlegen und Vorsorgen. Hauptkundengruppen sind Privatpersonen, KMU und Institutionen.

## Geschichte
Die Clientis Gruppe wurde 2003 innerhalb der Entris-Gruppe gegründet. Die Clientis Banken treten seit dem 1. Januar 2004 mit der gemeinsamen Dachmarke auf.

## Struktur
Die Clientis Gruppe ist als Finanzgruppe konstituiert, der auf vertraglichen Abmachungen und nicht auf finanziellen Beteiligungen gründet. Die Grundlage des Vertragskonzerns bildet ein Gesellschaftsvertrag zwischen den Clientis Banken und der Clientis AG, die zusammen eine einfache Gesellschaft bilden. Die Clientis AG ist Geschäftsführerin der einfachen Gesellschaft. Sie hat als zentrale Organisation ein Weisungsrecht im Sinn des Bankengesetzes und der Bankenverordnung.
Die Clientis AG ist das gemeinsame Kompetenz- und Dienstleistungszentrum der Gruppe. Die Clientis Banken sind Aktionäre der Clientis AG:
- Clientis Bank Aareland AG
- Clientis Bank im Thal AG
- Clientis Bank Oberaargau AG
- Clientis Bank Oberuzwil AG
- Clientis Bank Thur Genossenschaft
- Clientis Bank Toggenburg AG
- Clientis Biene Bank im Rheintal Genossenschaft
- Clientis BS Bank Schaffhausen AG
- Clientis Caisse d’Epargne Courtelary SA
- Clientis Entlebucher Bank AG
- Clientis Spar- und Leihkasse Thayngen AG
- Clientis Sparcassa 1816 Genossenschaft
- Clientis Sparkasse Oftringen Genossenschaft
- Clientis Sparkasse Sense (Gemeindeinstitut)

Die Clientis-Banken sind mit der eigenen Rechtsform (Aktiengesellschaft, Genossenschaft oder Gemeindeinstitut) und den verantwortlichen Organen vor Ort selbständig. Über die Clientis AG arbeiten sie in mehreren Bereichen zusammen, u. a. in der Refinanzierung, IT, Marktbearbeitung und Compliance. Die Clientis AG erbringt ihre Leistungen ebenso für weitere Regionalbanken ausserhalb der Clientis-Gruppe.